# Hydromassage

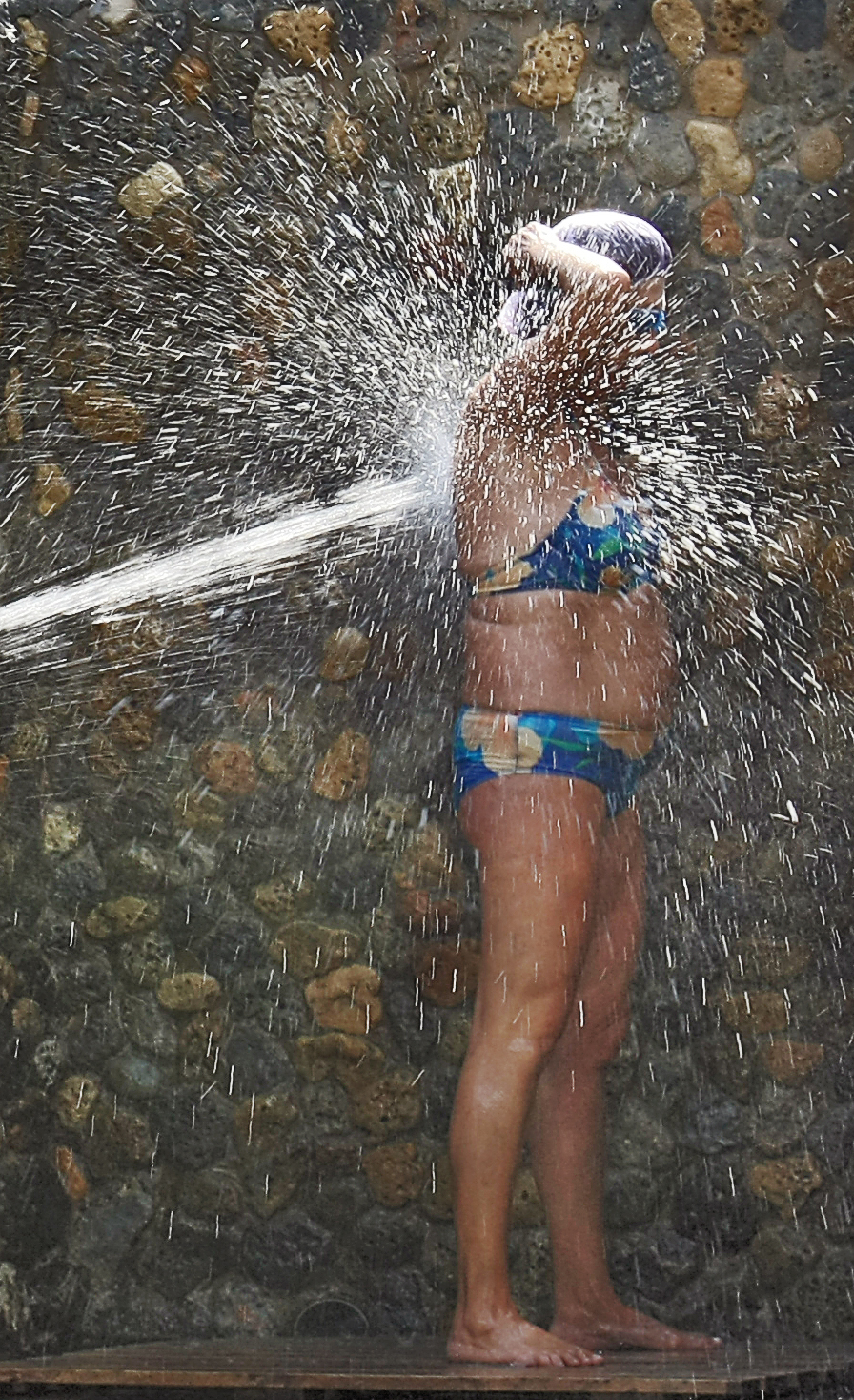
Un hydromassage.

L’hydromassage est une technique de massage qui utilise la pression et la température de l’eau pour réduire les tensions musculaires, améliorer la circulation sanguine et diminuer le stress,.

## Dangers potentiels
Comme pour toute forme de massage, de physiothérapie ou d’activité aquatique, certaines conditions de santé peuvent être aggravées par l’hydromassage. Les médecins peuvent conseiller aux personnes souffrant de ces affections de l’éviter. Les conditions présentant des risques sérieux incluent notamment :  
- Certains troubles sanguins, en particulier les troubles de la coagulation, les ecchymoses, les capillaires cassés ou fragiles, ou toute condition pouvant compromettre les vaisseaux sanguins.
- Symptômes et troubles neurologiques (y compris les maladies systémiques).
- Infections ou maladies transmissibles.
- Troubles cutanés, tels que l’acné sévère, le psoriasis, ou la dermatite.
- Réactions inflammatoires aiguës, telles que fièvre, sensation de chaleur excessive sur une partie du corps, perte de fonction, éruption cutanée, rougeur ou gonflement.
- Blessures, fractures ou plaies ouvertes.
- Troubles de la pression artérielle (hypertension ou hypotension).
- Affections cardiaques.
- Brûlures du deuxième ou troisième degré.
- Grossesse.
- Thrombose ou troubles de la coagulation sanguine.
- Affections et maladies de la colonne vertébrale, en particulier les hernies discales, discopathies bulleuses ou ruptures discales[3].

## Histoire
L’hydromassage est un remède naturel alternatif connu et utilisé depuis des années. L’histoire de l’hydrothérapie remonte à la Grèce antique, mais elle a été popularisée par les Romains, qui ont introduit les bienfaits du bain et du massage dans les pays qu’ils ont conquis. Les thermes publics romains étaient reconnus comme un grand lieu de détente, où les membres de la haute société et toutes les personnes libres pouvaient profiter des bienfaits de l’eau chaude et froide, ainsi que du massage.
L’hydromassage moderne débute avec Tobias Smollett. Son essai de 1752, On the External Use of Water, décrivait l’eau pompée comme utile dans le traitement des « troubles hystériques, obstruction des menstruations et dans tous les cas où il était nécessaire de provoquer une revulsion de la tête et d’inviter les humeurs vers le bas ». Depuis les années 1960, l’hydromassage gagne en popularité. Chaque année, des équipements d’hydromassage plus avancés apparaissent, les rendant facilement accessibles à un grand nombre de personnes, car ces outils et équipements sont désormais disponibles pour un usage domestique.
Aujourd’hui, l’hydromassage est toujours très populaire et utilisé pour de nombreux maux et affections.

## Hydromassage sec à eau

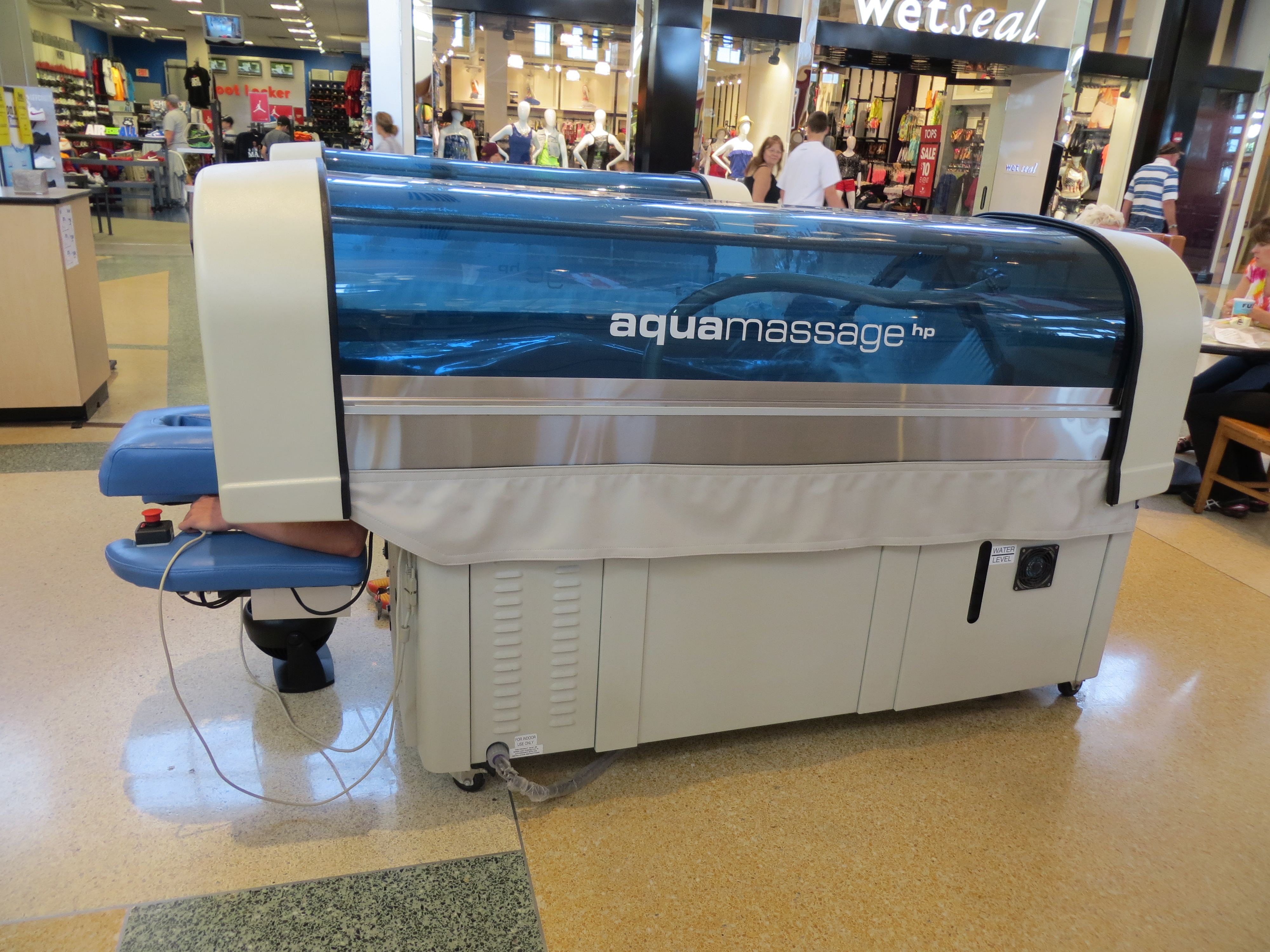
Une forme d’hydrothérapie sèche dans un centre commercial.

L’hydromassage sec à eau consiste généralement en un dispositif en forme de lit ou proche d’un lit. L’utilisateur s’allonge ou s’assoit sur une barrière imperméable tout en restant entièrement habillé. De l’autre côté de cette barrière se trouve un système de jets d’eau variés, qui utilisent différentes pressions, températures et vitesses pour masser le corps.
Avant d’utiliser toute forme d’hydromassage, en particulier l’hydromassage sec à eau, il est important de consulter un médecin afin de s’assurer qu’aucun risque pour la santé n’est impliqué,.